# مشکل‌ها
مشکل‌ها (به انگلیسی: Troubles) یک رمان نوشته جیمز جی. فارل نویسنده اهل بریتانیا است که در سال ۱۹۷۰ منتشر شد. داستان این رمان مربوط به ویرانی یک هتل بزرگ ایرلندی به نام ماجستیک در میان تحولات سیاسی و دوران جنگ استقلال ایرلند است. این رمان موفق شد در سال ۱۹۷۱ برنده جایزه یادبود جفری فیبر شود و در سال ۲۰۱۰ جایزه من بوکر از قلم افتاده به این رمان تعلق گرفت.